# جعفر بذري
جعفر بذري بالفارسية: جعفر بذری) هو لاعب كرة قدم إيراني في مركز الهجوم، ولد في 16 أغسطس 1987 في إيران. لعب مع نادي ألومينيوم هرمزغان ونادي شهرداري تبريز ونادي كهر دورود لرستان.

## وصلات خارجية
- جعفر بذري على موقع قاعدة بيانات كرة القدم.إي يو (الإنجليزية)
- جعفر بذري على موقع Soccerway.com (الإنجليزية)